# Pollenia cuprea
Pollenia cuprea är en tvåvingeart som beskrevs av Malloch 1930. Pollenia cuprea ingår i släktet vindsflugor, och familjen spyflugor. Inga underarter finns listade i Catalogue of Life.